# ديريك فيليبس
ديريك فيليبس (بالإنجليزية: Derek Phillips)‏ (9 أبريل 1975 بكولومبيا في الولايات المتحدة - ) هو لاعب كرة قدم أمريكي في مركز الدفاع. شارك مع منتخب ترينيداد وتوباغو لكرة القدم. أما مع النوادي، فقد لعب مع ديري سيتي وفيهين فيسبادن ونادي شامروك روفرز وفيرجينيا بيتش مارينرز وChesapeake Dragons ‏ وCocoa Expos ‏ وMaryland Mania ‏ وتورو دوسلدورف.

## وصلات خارجية
- ديريك فيليبس على موقع قاعدة بيانات كرة القدم.إي يو (الإنجليزية)
- ديريك فيليبس على موقع ناشيونال فوتبول تيمز (الإنجليزية)